# Upton, Cheshire East
Upton var en civil parish från 1866 till 1936 då den blev en del av Macclesfield och Prestbury, i grevskapet Cheshire, i England. Civil parish hade 278 invånare år 1931.